# Socorro Sport Club
O Socorro Sport Clube ou Socorro é um clube de futebol brasileiro, da cidade de Nossa Senhora do Socorro, no estado de Sergipe. Suas cores são o vermelho e o preto.

## História
Fundado no dia 29 de dezembro de 2018, o time de futebol Socorro Sport Club, contando com o total apoio da Prefeitura de Socorro, que acredita no esporte como uma ferramenta de construção de valores, em especial os sociais e mentais, o prefeito do município Padre Inaldo, em companhia dos secretários Francisco Carlos, Enock Ribeiro e Alessandro Santos, foram conferir de perto o projeto do novo clube, apoiando o segundo time profissional do município de Nossa Senhora do Socorro.
“Essa peneira serviu de oportunidade para centenas de jovens que tem o sonho de um dia se tornarem jogadores de futebol, então o resultado foi bastante satisfatório. Foi um dia todo de atividade, onde alguns foram selecionados e já farão parte do novo time. A Prefeitura fica muito feliz em contribuir e torce por cada jovem que participou da peneira”, declarou o secretário de Esporte, Francisco Carlos.. 
O clube profissionalizou-se em 2018, é o mais novo clube profissional do estado e o segundo da segunda maior cidade do estado. Disputa, atualmente, o Série A2 - Sub 20 e da Série A2  do Campeonato Sergipano).]
No ano de 2021, o clube está disputando o Campeonato Sergipano A2 e treina na cidade de Rio Real na Bahia. O treinador da equipe profissional nesse campeonato é o Adriano González que tem como auxiliar técnico o analista de desempenho Jean Matuidi, o preparador físico da equipe é Thiago.

## Títulos

### Futebol
| Categorias de Bases | Categorias de Bases       | Categorias de Bases | Categorias de Bases |
|                     | Competição                | Títulos             | Temporadas          |
| ------------------- | ------------------------- | ------------------- | ------------------- |
| Sergipe             | Sergipano Sub-20 Série A2 | 1                   | (2019)              |

## Desempenho em Competições

### Participações
|  | Participações em 2024 |

| Competição | Competição | Temporadas | Melhor campanha    | Estreia | Última | P | R |
| Sergipe    | Série A2   | 6          | 4º colocado (2019) | 2019    | 2024   | – | 1 |

## Futebol Feminino

### Participações
|  | Participações em 2020 |

| Competição | Competição        | Temporadas | Melhor campanha | Estreia | Última | P | R |
| Sergipe    | Sergipão Feminino | 1          | 7º colocado     | 2019    |        |   |   |

## Clássicos dos Siris
O Socorro tem como grande rival o Socorrense, ambos são da cidade de Nossa Senhora do Socorro. 
A rivalidade se dá pelo fato de ser os únicos clubes profissionais da cidade. O primeiro jogo ocorreu no estadual Série A2 de 2019, válido pela terceira rodada do grupo A daquela edição, o primeiro gol marcado do clássico foi Rafael Victo para o Socorrense, o primeiro gol marcado no clássico pelo Socorro veio de pênalti convertido por Luiz Cleber.
| Vitórias do Socorro | Empate | Vitórias do Socorrense |

| #  | Data       | Estádio           | Casa       | Placar | Visitante  | Competição | Público |
| -- | ---------- | ----------------- | ---------- | ------ | ---------- | ---------- | ------- |
| 01 | 31/09/2019 | Wellington Elias  | Socorrense | 1–3    | Sport      | Série A2   | 173     |
| 02 | 9/11/2020  | Fernando França   | Sport      | 2–4    | Socorrense | Série A2   |         |
| 03 | 29/11/2020 | Francão           | Socorrense | 0–0    | Sport      | Série A2   |         |
| 04 | 13/07/2022 | Adolfo Rollemberg | Sport      | 0–1    | Socorrense | Série A2   |         |
| 05 | 30/08/2022 | Wellington Elias  | Socorrense | 7–0    | Sport      | Série A2   |         |
| 06 | 24/09/2023 | Adolfo Rollemberg | Socorrense | 0–3    | Sport      | Série A2   |         |
| 07 | 29/09/2023 | Adolfo Rollemberg | Sport      | 3–0    | Socorrense | Série A2   |         |